# Bernay-Neuvy-en-Champagne
Bernay-Neuvy-en-Champagne ist eine französische Gemeinde mit 768 Einwohnern (Stand: 1. Januar 2022) im Département Sarthe in der Region Pays de la Loire. Sie gehört zum Arrondissement Mamers und zum Kanton Loué.
Sie entstand als Commune nouvelle mit Wirkung vom 1. Januar 2019 durch die Zusammenlegung der bisherigen Gemeinden Bernay-en-Champagne und Neuvy-en-Champagne, denen in der neuen Gemeinde den Status einer Commune déléguée nicht zuerkannt wurde. Der Verwaltungssitz befindet sich im Ort Neuvy-en-Champagne.

## Gliederung
| Ortsteil                               | ehemaliger INSEE-Code | Fläche (km²) | Einwohnerzahl (2016) |
| -------------------------------------- | --------------------- | ------------ | -------------------- |
| Bernay-en-Champagne                    | 72033                 | 10,34        | 491                  |
| Neuvy-en-Champagne (Verwaltungssitz)00 | 72219                 | 14,79        | 370                  |

## Geographie
Die Gemeinde liegt rund 20 Kilometer nordwestlich von Le Mans. Das Gemeindegebiet wird vom Fluss Vègre durchquert. Nachbargemeinden sind: Conlie im Norden, Cures im Nordosten, La Quinte im Osten, Coulans-sur-Gée im Südosten. Amné im Süden, Ruillé-en-Champagne im Südwesten, Saint-Symphorien im Westen und Tennie im Nordwesten.